# Idaea erschoffi
Idaea erschoffi là một loài bướm đêm trong họ Geometridae.